# Pasillo de los Tornados

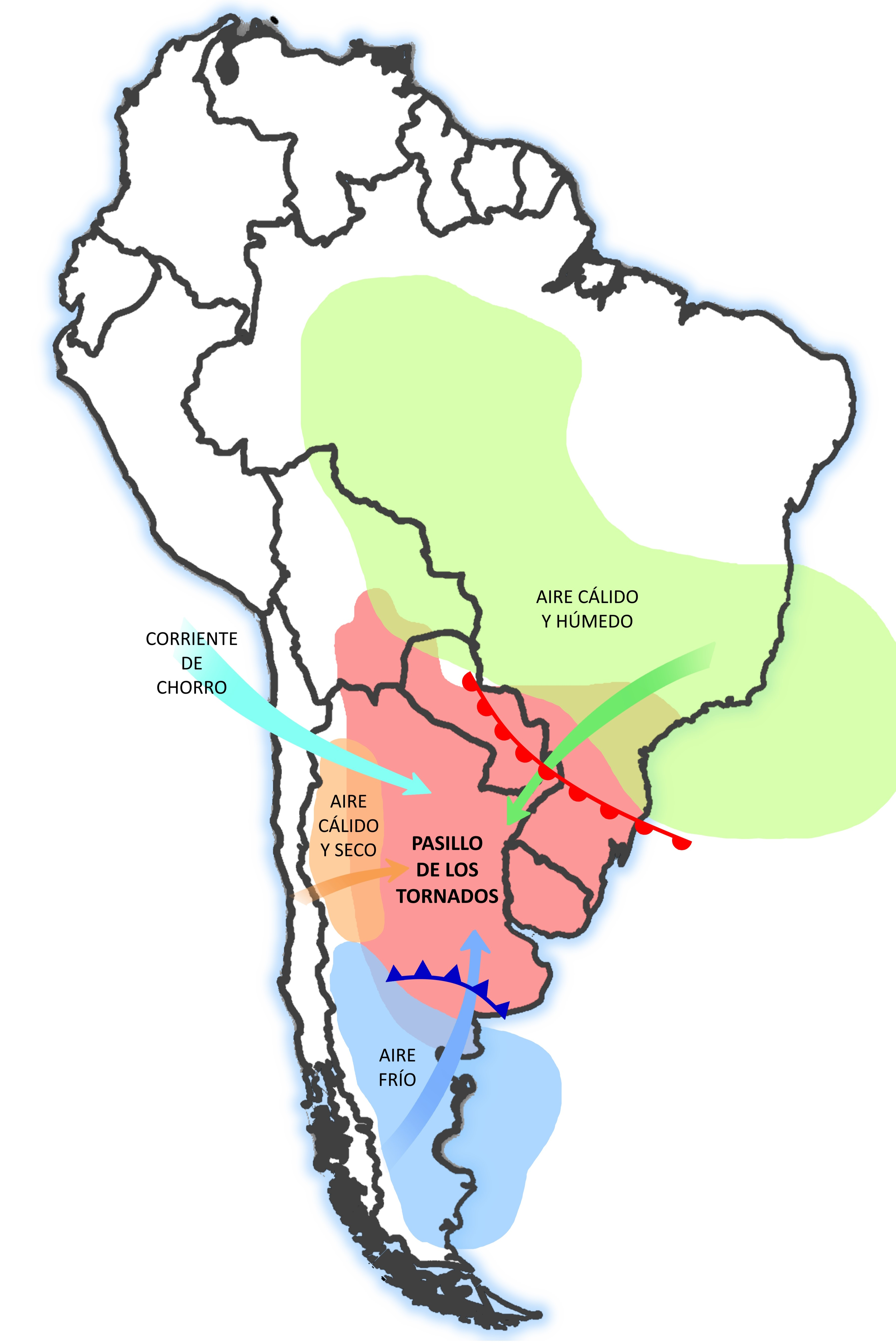
Diagrama explicativo de los sistemas meteorológicos que contribuyen a una mayor frecuencia de tornados en el denominado Pasillo de los Tornados (en rojo).

El Pasillo de los Tornados de Sudamerica (en portugués: Corredor dos Tornados) es una extensa área en el sureste en América del Sur caracterizada por la frecuente ocurrencia de tornados y tormentas severas. Las condiciones climatológicas de la región (la confluencia del aire cálido y húmedo proveniente del Amazonas y el océano Atlántico, el aire frío de la Patagonia y la Antártida, y el aire seco descendente de la cordillera de los Andes) crean un entorno propicio para el desarrollo de intensas tormentas que se acompañan de granizo de gran tamaño, vientos que superan los 90 km/h, y a menudo, tornados.
En 2006 se publicó un estudio titulado "Where are the Most Intense Thunderstorms on Earth?" realizado por E. J. Zipser, Daniel J. Cecil, Chuntao Liu, Stephen W. Nesbitt y David P. Yorty, que empleó datos del satélite Tropical Rainfall Measuring Mission (TRMM). Este satélite, lanzado en 1997 con el objetivo principal de medir la precipitación, proporcionó información sin precedentes sobre la distribución global de tormentas convectivas intensas. Los resultados del estudio revelaron que, al este de la Cordillera de los Andes en Argentina, se concentran algunas de las tormentas más intensas del planeta. En esta zona confluyen corrientes de aire muy distintas: los fríos vientos de la Patagonia y la Antártida, el aire cálido y húmedo originario de Brasil, Paraguay y el norte argentino, y el aire seco que baja desde la Cordillera de los Andes. La interacción de estas masas de aire genera una inestabilidad atmosférica que propicia el desarrollo de tormentas severas, de características similares a las que se observan al este de las montañas Rocosas en Estados Unidos.
Si bien la región posee condiciones propicias para la formación de tornados, estas no son tan perfectas como las de Estados Unidos, lo que hace que la frecuencia e intensidad de los tornados en Sudamérica sea menor en comparación. Sin embargo, según los estudios, esta es la segunda región tornádica más importante del mundo y la que tiene mayor capacidad de generar tornados después de Estados Unidos.
A pesar de esto, la falta de registros exhaustivos y estudios detallados ha dificultado precisar la cantidad real de tornados que ocurren en la región. La limitada cobertura de radares y la baja densidad de población en muchas áreas afectadas dificultan la detección y el registro preciso de tornados, por lo que la cantidad real de estos eventos podría ser significativamente mayor a la reportada.
El nombre Pasillo de los Tornados fue acuñado por la Red de Estaciones de Climatología Urbana de São Leopoldo (Brasil) en reconocimiento a la alta incidencia y relevancia de estos fenómenos meteorológicos en la región.

## Ubicación
En el sudeste de Sudamérica –principalmente en Argentina, Brasil, Uruguay y Paraguay– se han registrado numerosos tornados y tormentas severas. No obstante, la falta de registros exhaustivos y el limitado estudio sistemático por parte de los servicios meteorológicos locales han dificultado la determinación precisa de las zonas afectadas, así como de la frecuencia e intensidad reales de estos fenómenos.
Los registros históricos sugieren que las áreas más propensas a tornados se concentran en el centro de Argentina y el sur de Brasil. Sin embargo, esta percepción se ve influida por la mayor densidad poblacional de dichas regiones, lo que facilita la recolección y documentación de los eventos. Esto no implica necesariamente que estos sectores presenten una mayor frecuencia o intensidad real de tornados, sino que evidencia un sesgo en la distribución de la información disponible.
Gracias a estudios sobre tornados a nivel mundial, se ha logrado comprender mejor la ubicación de la región tornádica de Sudamérica. A través de análisis climáticos y meteorológicos, se han identificado áreas con condiciones propicias para la formación de estos fenómenos, lo que ha permitido señalar una posible "zona roja" de tornados en la región. Sin embargo, la falta de registros oficiales y bases de datos detalladas sobre tornados en Sudamérica dificulta la delimitación precisa del llamado "Pasillo de los Tornados". Sin un historial de eventos bien documentado, aún no es posible determinar con exactitud el área que abarca esta región de alta actividad tornádica.

#### Argentina
- Provincias de Buenos Aires, Santa Fe, Córdoba, San Luis, Entre Ríos, Santiago del Estero, Chaco, Formosa, Corrientes y Misiones
- Norte de La Pampa y de Río Negro
- Este de Mendoza, San Juan, La Rioja, Catamarca, Tucumán, Salta y Jujuy
- Ciudad Autónoma de Buenos Aires

#### Bolivia
- Zona chaqueña de Santa Cruz de la Sierra

#### Brasil
- Estados de Río Grande del Sur, Santa Catarina, Paraná y São Paulo
- Sur de Mato Grosso del Sur

#### Paraguay
- Todo el país

#### Uruguay
- Todo el país

## Medición

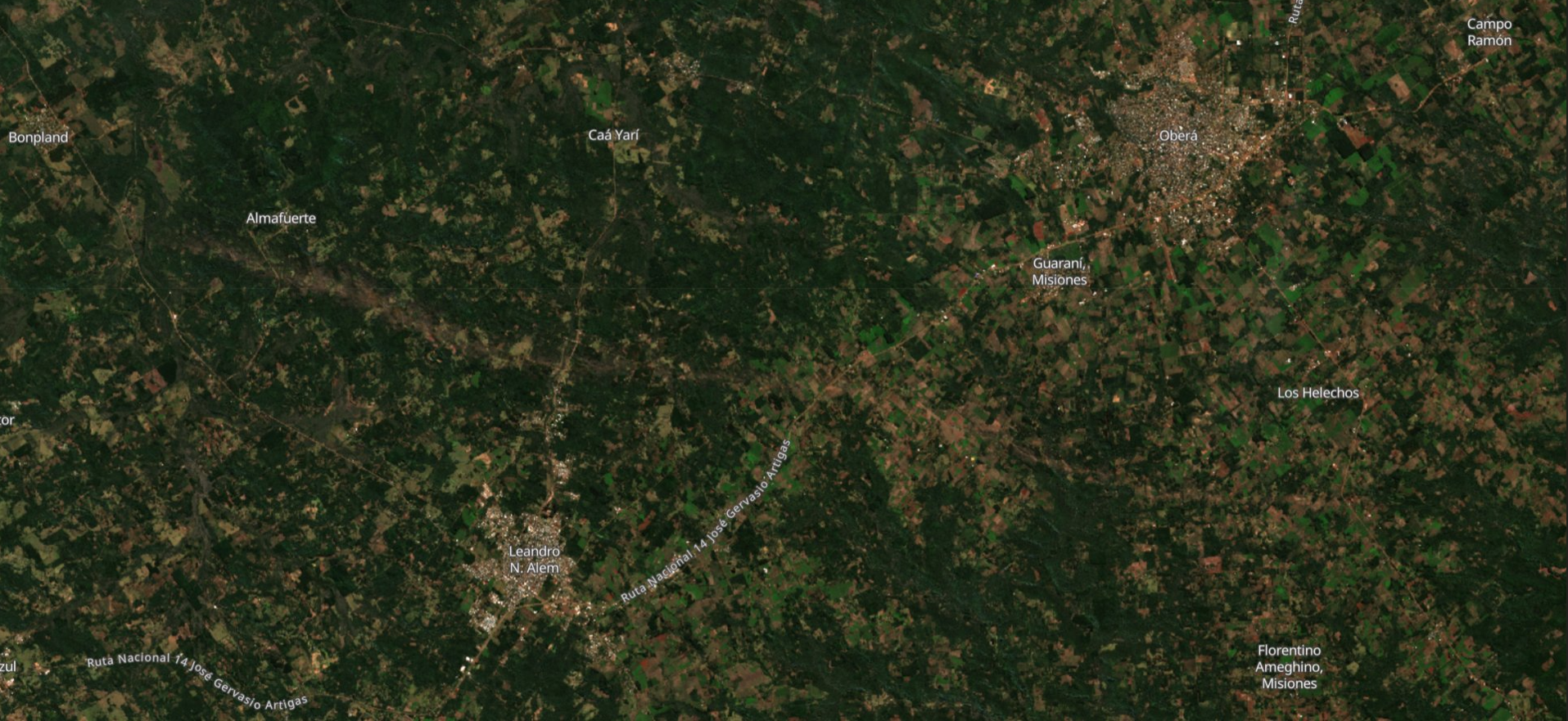
Huella de tornado de aproximadamente 40 kilómetros de longitud por entre 1/1,5 kilómetros de ancho en la provincia de Misiones Argentina, el 12 de julio del año 2018. Este tornado corresponde a uno de los 11 tornados registrados en un evento de brote de tornados ocurrido en el noreste de Argentina y sur de Brasil.

En esta región están dadas las condiciones para la formación de tornados y tormentas intensas. El aire frío proveniente de la Patagonia y la Antártida, el aire caliente y húmedo proveniente del Amazonas y el Océano Atlántico, y el aire seco y cálido proveniente de la Cordillera de los Andes, convergen en la gran llanura Chacopampeana produciendo grandes tormentas que logran alcanzar con mucha frecuencia el estado de Supercelda, que en muchas ocasiones terminan generando tornados de distintas intensidades, en su mayoría EF0, EF1 Y EF2.
Generalmente se producen entre los meses de octubre y abril, aunque el área va migrando de acuerdo a la época. El sur de Brasil, Nordeste argentino y sur de Paraguay tiene mayor probabilidad entre finales de invierno y la primavera, y luego en otoño y principios de invierno, mientras que más al sur en la Llanura Pampeana, tiene mayor probabilidad entre octubre y abril, siendo el pico en diciembre y enero. En el norte del pasillo, las tormentas intensas comienzan a producirse a finales de agosto, y dado que es una zona más húmeda y cálida pueden producirse en cualquier época del año. 
América del Sur a diferencia de los Estados Unidos de América no posee mediciones de la cantidad de tornados que se producen en cada evento de tiempo severo ni alertas específicas de tornados, aunque si se emiten alertas meteorológicas por tormentas severas que dan por hecho la probabilidad de generar tornados. No hay medición o estadísticas que indiquen la cantidad de tornados que se generan cada año en el Pasillo de los Tornados, pero se sabe que el número es inferior al de los Estados Unidos de América. 
Esto genera que los registros estén sesgados por la densidad poblacional, ya que las áreas más habitadas tienden a reportar más tornados, dando la impresión de que ciertas zonas son más propensas. A su vez, hay regiones con condiciones atmosféricas altamente favorables para la formación de tornados que presentan muy pocos registros, mientras que otras con menor capacidad para generarlos han documentado más eventos de los esperados. Esto sugiere que podrían existir "zonas rojas" desconocidas hasta el momento como el condado de Weld en el estado de Colorado en Estados Unidos.
Uno de esos lugares (pero no el único) podría ser la provincia de Buenos Aires, (especialmente el sur) donde se registran con relativa frecuencia tornados supercelulares muy intensos y oleadas de tornados que en su mayoría no quedan documentadas. Un ejemplo de esto es el partido de Bragado (Buenos Aires), que, según estudios, registra un tornado cada 1,3 años en un área de aproximadamente 2.230 km², además, en un lapso de solo dos años ha reportado al menos 11 tornados, lo que refuerza la hipótesis de que podría tratarse de un sector con una actividad tornádica mayor a la oficialmente reconocida ya sea por registros oficiales o por estudios atmosféricos. Ya que si toda la provincia de Buenos Aires tuviera la misma frecuencia de tornados que el partido de Bragado, la provincia podría tener una frecuencia de 140 tornados al año.  
Actualmente, el conocimiento sobre la distribución de tornados en Sudamérica se basa en gran medida en estudios de reanálisis y simulaciones meteorológicas. Estos modelos indican que la zona potencialmente afectada se extiende por casi toda la mitad norte de Argentina, Uruguay, el sur de Brasil, Paraguay y el sureste de Bolivia. Según dichos estudios, se podría inferir que los tornados más intensos y frecuentes se darían en el extremo noreste de Argentina, este de Paraguay y el sur de Brasil, al registrar estas áreas condiciones atmosféricas particularmente más favorables para la formación de tormentas tornádicas . Sin embargo, la realidad es más compleja, ya que se han documentado tornados de gran intensidad fuera de ese sector, como el tornado F5 en San Justo (Santa Fe), el tornado de Fray Marcos, Florida (Uruguay) un F4, el tornado F4 en Estación López (Buenos Aires), el tornado F4 Morteros (Córdoba), el tornado F3/4 de Dolores (Uruguay), el tornado F4 de Itu (Sao Paulo) o la notable oleada de tornados en la provincia de Buenos Aires en 1993, entre otros. Todos tornados dentro del pasillo de los Tornados pero fuera de la "zona roja".
Una situación similar se observa en Estados Unidos. Aunque el denominado Tornado Alley (que abarca Texas, Kansas, Oklahoma y Nebraska) según los mismos estudios mencionados anteriormente, concentra las condiciones más ideales para la formación de tornados, otros estados situados hacia el este, registran frecuencias e intensidades comparables a las del Tornado Alley, como por ejemplo el sector conocido como Dixie Alley, el cual, según los estudios atmosféricos, la zona debería registrar una cantidad menor de tornados, pero aun así, la frecuencia e intensidad de tornados, a veces, es incluso más alta que las del Tornado Alley.  Esto evidencia que la climatología de los tornados es más compleja de lo que sugieren los mapas basados únicamente en condiciones ideales, y resalta la necesidad de contar con una base de datos robusta y sistemática, para poder determinar con exactitud el riesgo tornádico de este sector de Sudamérica.

## Corredor del granizo de Cuyo

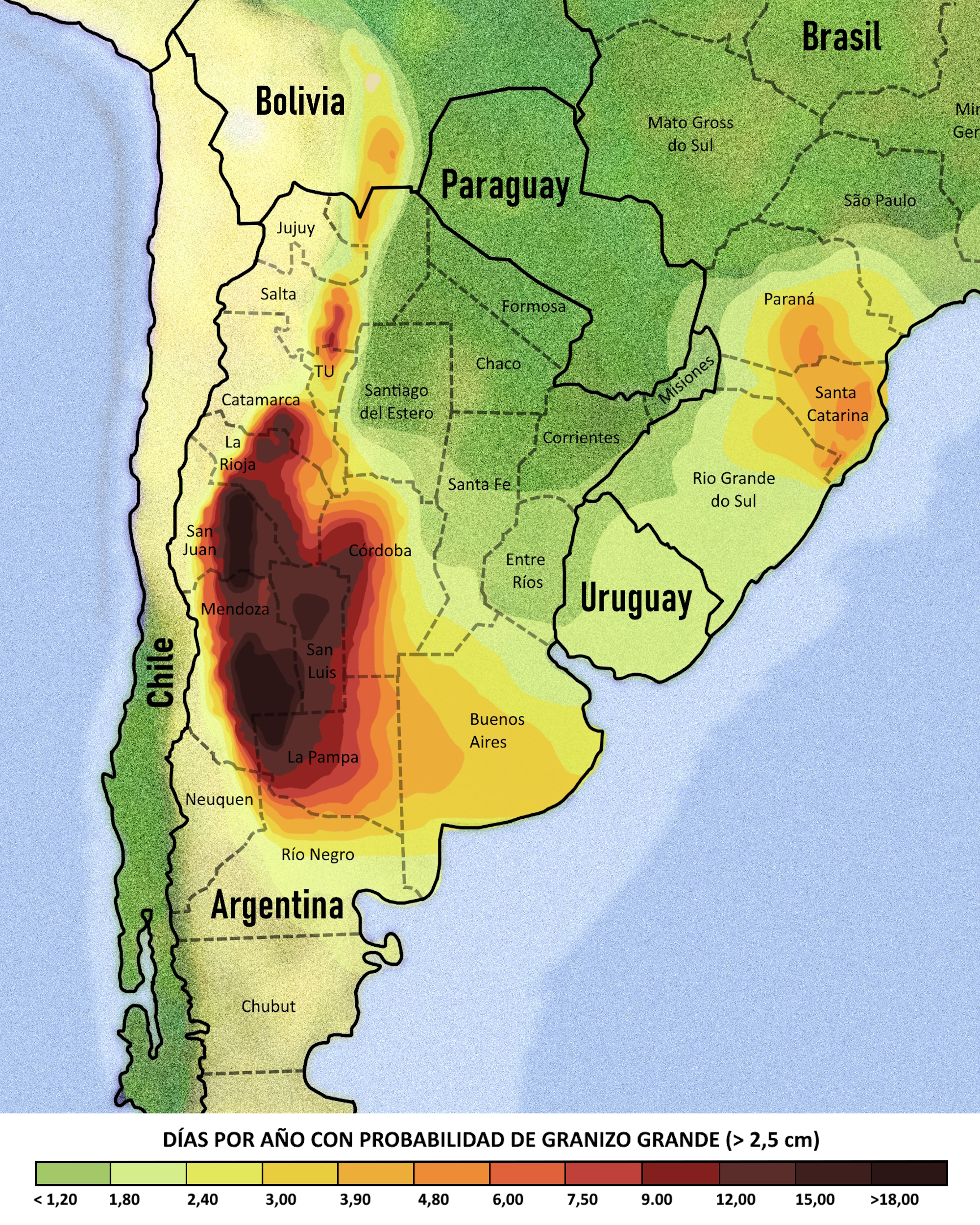
Mapa que muestra la frecuencia en la cual la atmósfera tiene la capacidad para generar tormentas que puedan formar granizo grande de más de 2,5 cm [https://www.sciencedirect.com/science/article/pii/S2212094718300744

Al este de los Andes en Argentina, entre la Cordillera y las Sierras de Córdoba, se encuentra una región conocida por generar algunas de las tormentas más severas del mundo, incluyendo las más intensas del hemisferio sur en términos de granizo. Este sector, que coincide en parte con el llamado corredor de granizo de Cuyo, abarca no solo las provincias tradicionales de esa región, sino también áreas más amplias, como Córdoba. Aquí, las tormentas de granizo pueden alcanzar niveles extremos, produciendo piedras de hielo de tamaño gigantesco, con diámetros que en algunos casos superan los 15 centímetros.
Entre los eventos más destacados de esta región se encuentra el récord del granizo más grande fuera de Norteamérica, registrado en la ciudad de Carlos Paz durante una tormenta supercelular el 8 de febrero de 2018. En este evento, se midió oficialmente el llamado "granizo de Victoria", que tenía un diámetro de 18,8 centímetros y una masa de 422 gramos. Sin embargo, análisis posteriores sugieren que este granizo podría haber alcanzado un tamaño máximo de 19 centímetros antes de su fragmentación y derretimiento parcial.
Además, existe evidencia de que durante esta misma tormenta, en el centro de Carlos Paz, podrían haber caído los granizos más grandes del mundo, aunque no fueron medidos oficialmente. Estudios realizados a partir del análisis de fotogramas de diversos videos captados por testigos sugieren que un granizo captado en cámara podría haber alcanzado un tamaño de 28,2 centímetros de diámetro, superando cualquier registro oficial a nivel global. Sin embargo, a partir del análisis de múltiples fotogramas, se consensó que rondó los 23 cm. Debido a la destrucción en su impacto no se puede constatar su medida real ni su masa.
Otro granizo destacado de la región ocurrió en Rufino, Santa Fe, donde en la noche del 12 de octubre del 2019 fue fotografiado un granizo de 537 g y aproximadamente 17,5 cm de diámetro máximo, siendo el más pesado documentado en el país y en el hemisferio sur, superando al Victoria de Carlos Paz (433 g).
Las características excepcionales de esta región para la formación de granizo extremo se explican por una combinación única de factores climáticos y geográficos. La Cordillera de los Andes actúa como una barrera que bloquea y redirige las corrientes de aire, generando inestabilidad atmosférica. La convergencia de masas de aire frío y cálido intensifica la energía disponible, y los fuertes vientos ascendentes permiten que las gotas de agua se congelen repetidamente en las nubes, formando granizos gigantescos antes de caer.
A pesar de la intensidad de las tormentas, la región es menos propensa a la formación de tornados en comparación con las zonas más al este del país, debido a la relativa baja helicidad en las capas bajas de la atmósfera. Esto hace que la formación de tornados en la región sea menos frecuente que en el este del país, donde las condiciones atmosféricas son más favorables para su desarrollo. Sin embargo, los tornados en este sector son relativamente frecuentes.
Un aspecto crítico del impacto de estas tormentas es la pérdida anual de producción agrícola. En las provincias del oeste del país, las tormentas de granizo causan pérdidas millonarias cada año, afectando especialmente a los sectores de vino y frutas. Se estima que la producción de vino sufre pérdidas anuales cercanas a los 50 millones de dólares, mientras que las pérdidas en la producción de frutas alcanzan aproximadamente 30 millones de dólares. Este daño no solo tiene repercusiones económicas, sino que también pone en riesgo la sostenibilidad de la producción agrícola en la región, que es vital para la economía local.
Debido a las características excepcionales de la zona y al impacto que estas tormentas severas generan, en el año 2018 se lanzó el Proyecto Relámpago, un estudio de gran envergadura cuyo objetivo principal fue investigar la dinámica y los fenómenos atmosféricos que generan estas tormentas extremas en la región de Córdoba y Cuyo. Este proyecto involucró a científicos y meteorólogos de diversas instituciones y tuvo como propósito comprender mejor las condiciones que favorecen la formación de tormentas de granizo y otros fenómenos meteorológicos severos. A través de este proyecto, se buscó mejorar las predicciones y los sistemas de alerta temprana, con el fin de mitigar los daños en la agricultura y las comunidades afectadas por estos eventos climáticos tan destructivos.
Hay que tener en cuenta que Uruguay suele tener muchos reporte de granizo, en algunos casos superiores a 12cm, pero no se tiene en cuenta estos registros para la mayoría de estudios internacionales, por eso no aparece en una zona "roja" para esto, aunque los hechos demuestren lo contrario.

## Registros

Un comienzo de un tornado cerca de Piracicaba, Brasil, en 2025. La ciudad está situada al norte del pasillo de los tornados.

Los tornados más intensos registrados fueron: el tornado de Encarnación (Paraguay) el 20 de septiembre de 1926 donde se formó un tornado F4 o F5 que mató a 300 personas, convirtiéndose así en el tornado más mortífero de la historia registrada de América del Sur y el tornado de San Justo (provincia de Santa Fe, Argentina), el 10 de enero de 1973, fue el tornado más intenso registrado en el Hemisferio Sur (F5), que además se cobró la vida de 63 personas. También se registró la oleada de más de 100 tornados en la provincia de Buenos Aires (Argentina)  que afectaron la zona en un lapso aproximado de 24 horas, el 13 y 14 de abril de 1993, con intensidades que llegaban hasta F3, fue la oleada de tornados más grande fuera de los Estados Unidos y una de las más grandes del mundo, también conocida como la Oleada de tornados de Buenos Aires de 1993 [cita requerida]
Otros tornados violentos registrados fueron: El tornado de Arroyo Seco, Santa Fe (F4) el 13 de noviembre de 1891; el Tornado de Morteros, Córdoba (F4) el 28 de octubre de 1978; el tornado de Villa Ciudad América, Córdoba (F4) el 11 de diciembre de 1979; el tornado de Estación López, Buenos Aires (F4) el 6 de mayo de 1992; y el tornado de San Pedro, Misiones (EF4) el 7 de septiembre de 2009, que por su enorme trayectoria también afectó al estado de Santa Catarina, Brasil.

### Algunos registros de tornados
El 16 de septiembre de 1816 se registró uno de los primeros tornados, que destruyó la localidad de Rojas (a 240 km al oeste de la ciudad de Buenos Aires). El tornado derrumbó 62 casas, produjo 21 muertos y 82 heridos, en una población que no tenía ni un solo médico.
 En 1874, un tornado provocó destrozos importantes en la localidad de Dolores (provincia de Buenos Aires).[cita requerida]
 El 13 de noviembre de 1891, Arroyo Seco, un pequeño pueblo en el sur de Santa Fe fue arrasado por un tornado, probablemente F4. Se pensó en abandonarlo por el nivel de destrucción, y además tuvieron que crear un cementerio para las víctimas. El evento causó mucha repercusión en aquella época; diarios extranjeros con el titular sobre el tornado de esta ciudad.
 El 20 de septiembre de 1926, un tornado F4 (algunos creen que podría tratarse de un F5) se abatió sobre la ciudad de Encarnación, Paraguay. Por la intensidad, nivel de destrucción y particularidad del fenómeno, se trató de la tormenta más destructiva en extensión que afectó a la República del Paraguay y la más mortífera del continente. Se estima que fallecieron entre 300 y 400 personas.
 En 1928 un tornado destruyó parte de las instalaciones del Observatorio de Pilar, Córdoba.
 El 12 de noviembre de 1928, se registró un tornado en Villa María, Córdoba,  murieron entre 20 y 40 personas, y hubo más de 150 heridos. El fenómeno, derrumbó muchas casas y edificios de la zona.
 El 25 de octubre de 1965, un tornado en la ciudad de Encarnación (Paraguay). Este tornado destruyó aproximadamente 100 casas.
 El 30 de octubre de 1963, sucedió un tornado en Dolores (departamento de Soriano) que produjo daños a los pobladores, el hecho ocurrió a las 15:55 hs de ese mismo.
 El 27 de octubre de 1965, un tornado destruyó la mitad de la ciudad de General San Martín (provincia de Chaco) y dejó 3 muertos.
 El 11 de septiembre de 1967 un tornado azotó gran parte de la ciudad de Arroyo Seco, sur de Santa Fe, destruyendo completamente el edificio de la Cooperativa. Además sacó de las vías vagones de carga y movió pesados rieles de lugar. Probablemente se trató de un F2/F3. 
 El 25 de octubre de 1968, en Vichadero (departamento de Rivera), un tornado destruyó varias casas. Falleció un niño de 4 años y 12 personas quedaron heridas.
 El 21 de abril de 1970, en Fray Marcos (departamento de Florida), un F4 que dejó 11 muertos. Fue el más fuerte de la historia de Uruguay. Este tornado tuvo una trayectoria de 18 km de largo, por 150 a 250 metros de ancho.
 El 10 de enero de 1973 se produjo el tornado más grave de la Historia del Pasillo de América del Sur: el Tornado de San Justo, a 105 km al norte de la ciudad de Santa Fe (en Argentina), que fue un 'F5' considerado como el peor tornado en toda la historia conocida del Hemisferio sur del planeta, con vientos girantes, que superaron los 400 km/h. Este tornado fue estudiado por Tetsuya Fujita (creador de la escala Fujita) y lo calificó como el tornado más intenso registrado fuera de los Estados Unidos. Causó la muerte de 63 personas y dejó más de 200 heridos.
🇦🇷 El 13 de enero de 1976 sucedió un tornado en Isla Verde, Córdoba.Dejando un colectivo volcado, varias viviendas afectadas y dos víctimas fatales.

 El 20 de julio de 1978 sucedió un tornado en Bernal (Buenos Aires).
 El 26 de enero de 1979 un tornado bajó a tierra en cercanías a la Estación Flora, al sudeste de la Provincia de Córdoba desde donde se desplazó hacia el norte por alrededor de 6 kilómetros y en su camino destruyó la estación ferroviaria de Flora, eucaliptos enteros fueron arrancados de raíz y fueron dispersados en un radio bastante amplio, algunos restos aparecieron tirados en donde el tornado se extinguió.
 En 28 de octubre de 1978, un tornado F4 con vientos de 270 km/h asoló la ciudad de Morteros, en la provincia de Córdoba, matando a 5 personas.
 El 9 de octubre de 1984, en Maravilha (Santa Catarina), un tornado dejó 10 muertos.
 El 21 de noviembre de 1985, en Carmelo (departamento de Colonia), un F2 dejó dos muertos.
 El 25 de noviembre de 1985, un tornado F3 azotó la ciudad de Dolores (provincia de Buenos Aires), produciendo una muerte y centenares de heridos. El tornado de 1874 había producido destrozos importantes pero de menor medida.
 El 30 de septiembre de 1991, en Ituano (São Paulo), Un violento tornado F4 devastó la ciudad de Ituano y destruyó todo en un radio de 30 km.  Un autobús fue lanzado a unos 200 metros en una carretera, provocando 10 muertos.  Además, otras 6 personas murieron en el tornado, lo que eleva el total a 16. Además, otras 250 personas resultaron heridas.
 El 6 de mayo de 1992, el pueblo de Estación López fue devastado por un tornado  F4 que provocó 4 muertos entre los 150 habitantes del lugar.
 El 28 de enero de 1993, un tornado F1 produjo severos daños en el extremo sudeste del Parque 9 de Julio, en San Miguel de Tucumán. El fenómeno avanzó sobre una línea de 500 m y además se observó delante de la tormenta, una nube negra que tocaba el suelo y en menos de 3 minutos, arrasó con árboles y el tendido eléctrico. Tres jóvenes se debieron abrazar a una columna para evitar ser arrastrados por el viento en el momento en que todos los árboles de la cuadra eran derribados o severamente dañados. Hubo caída de granizos grandes e intensas descargas eléctricas.
 El 13 de abril de 1993, en menos de 24 h en la provincia de Buenos Aires se produjo un extraordinario sistema de tormentas severas que avanzaban a una velocidad media de 130 km/h. A causa de estas tormentas se dio la mayor oleada de tornados en la historia de América del Sur, conocido como el trágico martes 13. Hubo una oleada de más de 100 tornados registrados, con intensidades entre F1 y F3. Estudios sobre este fenómeno indicaron que había hasta tres tornados en cada tormenta de tipo tornádica (Avanzaban en familia de tornados). Analizando los trazos de tornados, se conoció que la formación de tornados era secuencial (es decir que se formaba uno tras otro). También indicó que hubo dos o tres tornados simultáneos orbitando alrededor de un centro común. La región sobre la cual se trasladaron los tornados fue de 500 km de longitud y un ancho medio de 100 km, sobre esa región los daños ocurrieron a lo largo de franjas de 1000 a 2000m de ancho orientadas de noroeste a sureste, el total del área dañada fue de 4000 km². Afectó a los partidos de Trenque Lauquen, Pehuajó, Hipólito Yrigoyen, Carlos Casares, Bolívar, Daireaux, General Lamadrid, Olavarría, Tapalqué, Azul, Laprida, Benito Juárez, Tandil, Necochea, Lobería, Balcarce, General Alvarado y General Pueyrredon. Las localidades más afectadas fueron Henderson (F3), Urdampilleta (F3) y Mar del Plata (F2). Entre los daños más importantes se destaca la caída 56 torres de alta tensión, dejando un amplio sector de la provincia de Buenos Aires sin luz.
 El 16 de noviembre del 1993, un tornado F1 impactó en el noroeste de la ciudad de Buenos Aires produciendo daños en inmediaciones del barrio de Villa Ortúzar. La traza de daños comenzó en las cercanías de la Av. Francisco Beiró y Caracas, atravesó el campo de la Estación Meteorológica del SMN y el campo de la Facultad de Agronomía de la UBA. Se produjeron daños en el pabellón de Física y en las arboledas sobre la Avenida de los Constituyentes. Continúa hacia Av. Chorroarín y Bauness. Atraviesa el Cementerio de la Chacarita causando severos daños en el arbolado, cruza el Cementerio Alemán y se desvanece sobre Av. Corrientes y Av. Forest. No hubo que lamentar víctimas fatales.
 En noviembre de 1993, un tornado F1 destruyó los cultivos y álamos de la zona de Allen en la provincia de Río Negro, el enorme granizo de 10 cm de diámetro arruinó los cultivos de manzanas y peras.
🇦🇷 14 de mayo de 1995 se Generó un segundo tornado en la localidad de Isla Verde, Córdoba. 
 El 13 de junio de 1997, en Nova Laranjeiras (Paraná), Un violento tornado F4 devastó la ciudad de Nova Laranjeiras.  Las casas quedaron completamente destruidas y reducidas a escombros, los coches fueron arrastrados cientos de metros.  El hecho dejó como resultado la muerte de 4 personas y dejó 76 heridos.
 En diciembre del 2000, se dio la oleada de tornados en Buenos Aires de 2000. La misma afectó el AMBA y la provincia de Buenos Aires, provocando daños gravísimos. Uno de ellos impactó la ciudad de Guernica, causando 45 heridos y más de 120 evacuados. Muchas casas, árboles, postes de luz y paredones resultaron destruidos. El tornado fue catalogado como F3.
 El 10 de enero de 2001, se registró otro tornado F3 en la ciudad de Guernica con apenas 2 semanas de diferencia. El tornado provocó 5 muertos y destruyó lo que quedaba en pie del evento anterior. Hubo más de 1500 autoevacuados y muchos heridos. 
 El 27 de enero de 2001, en Migues (departamento de Canelones) sucedió un F2/3.
 El 10 de marzo de 2002 Juanicó (departamento de Canelones) un F3 dejó dos muertos. Las autoridades estimaron que los daños fueron de 30 millones de dólares estadounidenses. De acuerdo al relevamiento se determinó que el ancho del vórtice era de unos 80 m a lo largo de unos 50 km de longitud. Tanto su traza horizontal como vertical fue irregular.
 El 10 de enero de 2003 se registró un fuerte tornado con vientos de más 100 kilómetros en la hora acompañado de abundantes lluvias y granizos afectó a la ciudad de Dolores, Uruguay. Volaron techos, cayeron árboles, cables de la energía eléctrica, de TV y la antena de una emisora radial de FM. La zona más afectada fue la próxima al río San Salvador, barrio el Chaco donde muchas casas quedaron sin techo, las chapas se volaron y quedaron prendidas de los cables de energía eléctrica. También resultó afectado el balneario La Concordia ubicado a 20 kilómetros de Dolores sobre el río Uruguay.
 El 26 de diciembre de 2003 sucedió el Tornado de Córdoba, un F3 con vientos que superaron los 300 km/h, que azotó Córdoba Capital, impactó a solo 6 km del centro de la ciudad, en la zona conocida como CPC Ruta 20, sobre todo los barrios de Ameghino Norte, San Roque y Villa la Tela, matando a 5 personas e hiriendo a centenares. Fue uno de los tornados más largos registrados y filmado por los medios de comunicación, el tornado duró 24 minutos. Este tornado derribó casas y edificaciones grandes, elevó autos y diferentes objetos de gran magnitud y arrancó decenas de árboles de raíz.
 Tornado en la Localidad de Ramallo, provincia de Buenos Aires. Ocurrió el 30 de enero de 2004.
 El 24 de mayo del 2004, un tornado golpeó el estado de São Paulo. Destruyó varios edificios industriales, junto con 400 casas; dejó 1 muerto y 11 heridos, siendo uno de los más destructivos en ese estado. El tornado fue clasificado como F3, pero muchos reclaman que fue un tornado F4. Al siguiente, otros 2 tornados tocaron tierra cerca de la ciudad de Lençois Paulista, siendo catalogados como F2 y F3.
 El 11 de agosto de 2008, en el pueblo Veinticinco de Mayo (departamento de Florida) sucedió un F2.
 El 17 de enero de 2009 en Trancas, Tucumán, se registró un tornado F0 que generó daños leves como algunos techos arrancados y árboles caídos.
  En la noche del 7 de septiembre de 2009 un tornado  F4 asoló el municipio argentino de San Pedro (Misiones), matando a 11 personas. El mismo tornado afectó la cercana localidad de Guaraciaba (en el estado brasileño de Santa Catarina) matando a 6 personas. Los daños en el área relevada se hallaron sobre una franja cuyo ancho fue aproximadamente de 1000 metros y un largo superior a 15 km. Las localidades vecinas Santo Veloso y Santa Cecilia se vieron seriamente dañadas y fueron declaradas en estado de emergencia. Esa noche hubo otros tornados (F1 y F2) que produjeron daños considerables, afectaron Colonia Santa Rosa, Tobuna y Pozo Azul (en Misiones). No hay datos de la cantidad de tornados que se generaron en Misiones y Santa Catarina esa noche
 El 16 de octubre de 2009 se formó un tornado a 20 km de la ciudad de Junín, a juzgar por las dimensiones del mismo, se podría decir que se trata de un F2.
 El 29 de octubre de 2009, en el partido de Bragado (Buenos Aires), se formó un tornado F2, generando voladuras de techos por la zona, no se descarta que el sistema de tormentas que formaron esta tornado, haya formado más tornados en otra parte de la zona.
 En noviembre de 2009, cuatro tornados de categoría F1 y F2 alcanzaron la localidad argentina de Posadas (capital de la provincia de Misiones), generando serios destrozos en la ciudad. Tres de esos tornados afectaron la zona del aeropuerto, produciendo daños en Barrio Belén.
 El 19 de noviembre de 2009, se formó un tornado sobre la ciudad Young (Uruguay), de intensidad desconocida, el tornado causó una franja de destrucción de 500 metros de ancho. Estos destrozos implicaron, derrumbe de estructuras, árboles arrancados de raíz, y diferentes objetos aparecieron a más de un kilómetro de su lugar de origen.
 El 22 de noviembre de 2009, en la ciudad de Goya, Corrientes, se formó un tornado de baja intensidad que causó leves destrozos en la ciudad.
 El 27 de noviembre de 2009, un enorme tornado con forma de cuña fue registrado en Santa Rosa, capital de La Pampa. El tornado fue observado por pocas personas ya que se formó de noche y sobre una zona descampada al costado de una ruta, este tornado fue filmado por el conocido cazador de tornados Reed Timer (video:). Se desconoce la intensidad que tuvo el fenómeno.
 El 11 de enero de 2010, se registró un tornado de intensidad F2 o F3 en Gualeguay (Entre Ríos), testigos vieron como el tornado avanzaba de noche destruyendo todo, mientras este se iluminaba por los rayos.
 El 15 de febrero de 2010, se registró un tornado en Paraná, Entre Ríos, Argentina, no fue calificado con ninguna intensidad y no produjo daños.
 El 4 de marzo de 2010, en el departamento de San José, se generó un tornado de intensidad F0 que no provocó daños ni heridos, dado que se formó sobre una ruta en una zona despoblada.
 El 7 de marzo de 2010 se registró un tornado en Barra Velha, Santa Catarina Brasil, no fue calificado con ninguna intensidad, pero se podría decir que se trató de un F0.
 El 19 de abril de 2010, Villa del Rosario (Entre Ríos) se vio afectada por el paso de un tornado cuyos daños fueron voladuras de techo en viviendas particulares, forestaciones que fueron literalmente arrasadas por la velocidad del viento y un árbol de gran dimensión, que se precipitó sobre un tinglado en cuyo interior estaban guardados vehículos, maquinarias y tractores que sufrieron daños. Se desconoce la intensidad del fenómeno.
 El primero de junio de 2010, en la ciudad de Pehuajó (Buenos Aires) se registró un tornado de intensidad F2, el tornado Voló más de 100 Techos y cayeron cerca de 800 árboles. El temporal duró 15 minutos y no se registraron víctimas fatales.
 El 27 de septiembre de 2010, la ciudad de Monte Quemado (Santiago del Estero) sufrió en la noche un fuerte tornado que causó graves daños materiales, aunque no hubo que lamentar víctimas. El 60% de la arboleda urbana derrumbada, el 30% del alumbrado público destruido, con más de cincuenta columnas en el piso. Edificios públicos seriamente dañados, entre ellos la escuela San Juan Newman y el jardín de infantes municipal N.º 82. Asimismo, dos imponentes tinglados, del Polideportivo y el club San Martín. Dejó en la ciudad de Monte Quemado alrededor de setenta viviendas sin techo, decenas de árboles cayeron. El tornado fue calificado como F1.
 El 21 de octubre de 2010, otro fenómeno grave ocurrió en Pozo del Tigre (en el centro de la provincia de Formosa), matando a 6 personas. El tornado fue clasificado como F2, cercano a un F3. La cantidad de muertes y heridos se debió principalmente a que afectó las construcciones precarias de la pequeña ciudad.
 El 25 de noviembre de 2010, se registró un tornado en el partido de Bragado, fue de intensidad F1, pero ocasionó graves daños. El tornado estuvo acompañado por una tormenta severa, lo que ocasionó más daños a la ciudad.
 El primero de enero de 2011 se registró un tornado F0 en la zona de Villa Carlos Paz, provincia de Córdoba, ocurrió en una zona deshabitada, por lo cual no produjo daño pero fue avistada por las personas que transitaban por el lugar.
 El 4 de enero de 2011, se registró un tornado en el municipio de Diamante, Entre Ríos. Dicho tornado tuvo poca duración y no ocasionó daños.
 El 26 de enero de 2011 se formó un tornado sobre Laboulaye, Córdoba, produciendo la voladura de entre 50 y 100 techos, caída de postes de media tensión y de árboles, que obstruyeron varias calles, hubo solamente 6 heridos y no hubo víctimas mortales. El rastro de destrucción del tornado fue de 2000 metros de largo y 250 metros de ancho, el tornado fue calificado con intensidad de F1_F2.
 El 30 de enero de 2011, un tornado provocó serios daños en Metán, provincia de Salta. El temporal causó numerosas pérdidas materiales, destruyó los techos de chapas de 15 viviendas en cuatro barrios, provocó cuantiosas pérdidas materiales, cortó cables y derribó árboles.El tornado afectó en San José de Metán a los barrios Juan Domingo Perón, Libertad, Sarmiento y Villa San José, fue en una franja de 30 metros de ancho. El tornado fue calificado como F1.
 El 22 de febrero de 2011, se registraron trombas de agua en el puerto González en Corrientes.
 El 12 de agosto de 2011 en la localidad de Talita (departamento de Florida) sucedió un F1.
 El 22 de octubre de 2011 en Vergara (departamento de Treinta y Tres) sucedió un tornado (cuya categoría está en estudio).
 El 17 de noviembre de 2011 se registró un tornado de intensidad F0 en Montevideo Uruguay.
 El 2 de febrero de 2012 se registró en la ciudad de Canelones (Uruguay) un tornado de intensidad F0, no generó daños.
 El 20 de febrero de 2012, se registró un tornado intensidad F0 en Colonia Libertad, provincia de Corrientes, provocó más caída de árboles, cortes de cables y de energía, en algunas casas precarias volaron techos.
 El 4 de marzo de 2012, se registró un tornado en Carmen de Patagones, provincia de Buenos Aires, produjo cuantiosos daños materiales en toda el área. Los edificios más perjudicados fueron una escuela, la subdelegación municipal, una sala médica, y un antiguo almacén de ramos generales. Postes de luz caídos, cables cortados, ramas arrancadas de cuajo, chapas retorcidas y dispersas por doquier también formaban parte del panorama de destrucción. Por los daños se creería que se trató de un F1.
 El 4 de abril de 2012, el Gran Buenos Aires fue azotado por la Tormenta de Buenos Aires, que produjo 4 tornados, con intensidades F1 y F2, que dejó casi 30 muertos en diversas localidad.
 El 13 de abril de 2012, se registraron dos tornados, un enorme tornado en la ciudad de La Cumbre, departamento de Punilla, provincia de Córdoba. El tornado se formó es una zona despoblada por lo cual se desconoce la intensidad.
El otro tornado se registró en la zona de Olavarría (ubicada en el interior de la Provincia de Buenos Aires), al ser un tornado débil y no ocasionar daños fue calificado como F0.
 El 18 de septiembre de 2012, la ciudad de Mariano Roque Alonso (Paraguay) se vio afectada por un tornado de intensidad F1, la dirección de meteorología del lugar indicó que no se descarta que se hayan producido más tornados el mismo en áreas despobladas. El tornado generó severos daños (como el derrumbamiento de estructuras). Además, el tornado cobro la vida de 5 personas.
 El 23 de octubre de 2012, en la localidad de Rocha Uruguay, se produjo un tornado de intensidad F1 que destruyó dos casas y levantó varios metros un caballo.
 El 29 de octubre de 2012 se produjo un tornado de categoría F2 en la localidad de Río Tala, provincia de Buenos Aires. El tornado afecto por lo menos 40 casas, derribo gran cantidad de árboles y hubo por lo menos 35 familias evacuadas. No hubo víctimas fatales.
 El 24 de noviembre de 2012, se registró en la ciudad de Montevideo, Uruguay, tres trombas marinas en la costa.
 El 29 de noviembre de 2012, la zona sur de la ciudad de Córdoba sufrió un tornado de baja intensidad (F0 o F1) que provocó muchos daños intensos y graves un como la voladura de un galpón, caída de postes de energía de media tensión y voladura de carteles publicitarios. No hubo heridos ni víctimas fatales.
 El jueves 6 de diciembre de 2012 en Dolores (departamento de Soriano) un tornado de vórtices múltiples asolo esta ciudad causando daños catastróficos. Devastó una estación de servicio, provocó daños en la parte suroeste de la ciudad, entre ellas la caída de partes del tendido eléctrico, además de arrancar árboles de raíz. Dejó también como saldo una víctima fatal y 150 familias afectadas. Se trató de un F2.
  El 6 de diciembre de 2012 en Gualeguay, Entre Ríos, se registró un tornado en una zona despoblada.
  El 7 de diciembre de 2012 se produjo un tornado en la ciudad de Bell Ville (Córdoba), destruyó 11 aeronaves e instalaciones y produjo una pérdida de 7 millones de pesos.
 El 24 de enero de 2013 se registró un tornado en la localidad de Punta Indio, provincia de Buenos Aires, el tornado se formó sobre tierra (sobre la costa) pero luego se desplazó hacia el Río de la Plata.
 El 2 de marzo de 2013, en el barrio Villa Lugano de la ciudad de Buenos Aires, se registró un tornado de intensidad F1, el área por donde avanzó el tornado fue de 1500 metros de largo por 150 metros de ancho, los daños incluyeron voladura de techos, daños en edificios, equipos de aire acondicionado arrancados, árboles caídos y ramas rotas.
 El 2 de marzo de 2013, se registró un tornado en las afueras de la ciudad de Río Cuarto (Córdoba), al formarse en una zona despoblada es calificado como F0.
 El 2 de abril de 2013, se registró un tornado en Las Flores, provincia de Buenos Aires, no fue calificado con ninguna intensidad.
 El 22 de septiembre de 2013 se formó un tornado intensidad F2 sobre el municipio brasilero Taquarituba, el cual dejó graves destrozos, un autobús se elevó del suelo y fue arrojado fuera de la carretera, se derrumbó la estación de autobuses de la ciudad, estaciones de servicio, industrias y hogares. Además el tornado dejó tres víctimas fatales, y al menos sesenta y cuatro heridos.
 El 11 de octubre de 2013 en la ciudad de Coronel Suárez se registró una fuerte ráfaga de viento que luego fue considerada tornado de baja intensidad, el tornado produjo daños leves en las estructuras y en los árboles de la zona
 El 31 de octubre de 2013, se reportaron dos tornados, uno en la localidad de General Capdevila, provincia de Chaco. La localidad sufrió destrozos generalizados con techos volados y la destrucción de la municipalidad, además de perder toda comunicación por varias horas. No hubo víctimas. Otro tornado se reportó en la localidad de Inriville ( Provincia de Córdoba), se cobró la vida de una adolescente.
 El 9 de noviembre de 2013 se registró un tornado en Mercedes, provincia de Corrientes. Lo más complicado se registró en el paraje Boquerón, donde hubo voladura de techos de viviendas, de una capilla, de una escuela y de un club Sportivo Boquerón, donde hubo daños parciales de los edificios. El tornado se podría calificar como F1.
 El 2 de diciembre de 2013, se registraron tres tornados. Un tornado en la ciudad de Villa del Rosario (Córdoba). El paso de una poderosa supercelda ocasionó un tornado de intensidad F3, produciendo muchísimo daño en la ciudad, como árboles arrancados, voladura de techos, derrumbamiento de estructuras grandes como galpones, el ingreso de la ciudad también se vio completamente destruido (el 90 % de la ciudad quedó destruida). Además, el temporal se cobró tres víctimas fatales. Otro tornado se registró en la ciudad de Chivilcoy (Buenos Aires), donde una tormenta severa afectó a esta ciudad y localidades cercanas; el tornado se podría tratar de intensidad F1 o F2, generó caída de árboles y diversos daños estructurales. El temporal causó una víctima fatal. También hubo un tornado F2 (posible F3) que asoló por diez minutos la ciudad de Santiago del Estero; dejó postes de luz caídos, varias casas destruidas, muchos árboles arrancados de raíz y restringió a la ciudad de luz.
 El 8 de diciembre de 2013, en la ciudad de Río Cuarto, se registraron ráfagas de viento de 150 km/h aproximadamente (lo cual sería como un tornado F0). Hubo un gran daño en los ganados, mucha caída de árboles y autos destruidos.
 El 8 de diciembre de 2013 se reportó un tornado en Candelaria, provincia de Misiones, el tornado fue débil y de poca duración, pero ocasionó daños leves en la zona.
 El 26 de diciembre de 2013 se registró un tornado intensidad F0 en las afueras de la ciudad de San Lorenzo (Santa Fe), no ocasionó daños.
 El 2 de enero de 2014 se registró un tornado en Resistencia, capital del Chaco. El fenómeno dejó al menos dos personas heridas y dejó cientos de árboles caídos.
 El 19 de enero de 2014, se registró un tornado entre Chañar Ladeado y Cafferata, provincia de Santa Fe, el fenómeno se produjo en un descampado por lo cual no produjo daños, y se calificó como F0.
 El 24 de enero de 2014 se registró un tornado en la ciudad de Chascomús (provincia de Buenos Aires), en la Ruta 2. No registró daños ya que el fenómeno se produjo en una zona despoblada, por la misma razón, se desconoce la intensidad.
 El 5 de febrero de 2014 se registró un tornado en la ciudad de Bell Ville (Córdoba). El tornado se formó sobre un área no poblada, y no generó daños ni heridos, pero generó miedo a las personas que se encontraban cerca del lugar, por esta misma razón se desconoce la intensidad. Ese mismo día también se registró una tromba sobre el Río de la Plata.
 El 6 de febrero de 2014 en la ciudad de Florentino Ameghino, Buenos Aires, se formó un tornado de intensidad no reportada ( podría ser un F1 ). El tornado levantó el techo de treinta casas, tiró árboles, y el aeroclub de la ciudad quedó destruido. No hubo víctimas fatales pero sí hubo evacuados.
 El 21 de febrero de 2014, en Berazategui (provincia de Buenos Aires), un tornado de intensidad F1 ocasionó destrozos materiales entre los cuales se hallaba un automóvil, con dos de sus ocupantes dentro, que fue elevado unos pocos metros del suelo y volteado sobre el asfalto, tanto la conductora como su acompañante resultaron con heridas leves. El tornado no produjo víctimas mortales.
 El 24 de febrero de 2014, se registró un tornado en Nova Petrópolis municipio brasileño del estado de Río Grande do Sul (Brasil), el tornado no generó daños ya que se formó sobre un área deshabitada. Ese mismo día se registraron cuatro trombas marinas sobre la desembocadura del Guaíba entre el área de Itapúa.
 El 3 de marzo de 2014, se registró un tornado en la localidad de Villa Cañás, provincia de Santa Fe, fue un tornado no supercelular que afecto una zona descamaba muy cerca de la ciudad.
 El 6 de marzo de 2014, en el paraje Los Membrillos, provincia de San Luis, se registró un tornado es una zona no poblada, por lo que fue visto por muy poca gente.
 El 16 de marzo de 2014, se registró un tornado en el municipio de São Gabriel, estado de Río Grande del Sur, el tornado fue calificado como F1, generó numerosos destrozos, tales como árboles caídos y hogares destruidos. Este tornado fue grabado por un individuo que se encontraba por el lugar. No generó víctimas fatales.
 El 8 de abril de 2014, ocurrió un tornado en el estado de Río Grande del Sur en la frontera entre los municipios de Marques de Souza y Forquetinha (específicamente en Taquari Valley), este tornado fue de corta duración, por lo que la zona donde pasó el tornado es pequeña, derribó árboles, arrancó antenas parabólicas, y se volaron tanques de agua de las casas cercanas al fenómeno. No ocasionó víctimas.
 El 11 de abril de 2014, se registró un tornado en el distrito de Santa Rita (Paraguay), el tornado fue calificado como F1. Generó la voladura de techos, caída de árboles, destruyó plantaciones y un testigo afirmó que el tornado levantó vacas. No generó víctimas fatales.
 El 12 de abril de 2014 el estado de Río Grande del Sur, fue afectado por una tormenta severa que fue acompañada por un o una serie de tornados, que por los daños llegarían a la intensidad de F1 y/o F2. El/los tornados afectaron los municipios de Soledade, Erebango y Tapejara, los cuales se mantuvieron en estado de emergencia; la franja de destrucción en el municipio de Tapejara fue de 200 y 300 m de ancho, y con una longitud de 1,5 km . No se sabe si fue un solo tornado que afectó los tres municipios, o si se trató de una serie de tornados diferentes. El fenómeno causó una víctima fatal en Erebango.
 El 15 de octubre de 2014, se registró un tornado de intensidad desconocida en la provincia de Corrientes, Argentina. El tornado ocasionó voladura de techos, caída de postes de luz y árboles, además de que quince familias fueron afectadas por el temporal.
 En la madrugada del 28 de octubre de 2014, se registró un tornado de categoría F1 en la localidad de Bragado, provincia de Buenos Aires que provocó voladura de techos, caídas de árboles y del tendido eléctrico. No hubo que lamentar heridos.
 El 31 de octubre de 2014 se registró un tornado de intensidad F0 en la localidad de Arequito, provincia de Santa Fe, el tornado no dejó víctimas ni destrozos.
 El jueves 6 de noviembre de 2014, se registró un tornado F2 en la localidad de San Vicente, provincia de Misiones. El tornado provocó cuatro heridos, daños en más de 260 casas, la caída de árboles y postes de luz.
 A media mañana del 27 de diciembre del 2014, algunas tormentas aisladas se generaban en la zona de Montevideo y una de ellas produjo una tromba marina débil (F0). El fenómeno causó impresión en algunas personas por tal increíble suceso.
 El 5 de enero de 2015, se registró un tornado de categoría F0 en General Deheza, provincia de Córdoba, Argentina, no generó destrozos ni heridos.
 El 10 de enero de 2015, se registró un tornado de categoría F1 en la localidad de San Clemente en cercanías de los parajes "Los Espinillos" y "Golpe de Agua", en la provincia de Córdoba. El tornado, acompañado de granizo, provocó la caída de más de trscientos árboles, voladura de techos de chapa y la destrucción del tendido eléctrico. No se registraron heridos.
 El 16 de febrero de 2015 se registró un posible tornado en Malargüe, Mendoza.
 21 de abril de 2015. Dos personas murieron y 120 resultaron heridas por un tornado registrado en la ciudad brasileña de Xanxere, que resultó destruida en un 30 por ciento. Según la Defensa Civil de Santa Catarina, estado al que pertenece Xanxere, unas mil personas tuvieron que abandonar sus hogares y alrededor de 2600 casas resultaron dañadas de forma severa por el viento, que alcanzó 330 km por hora.
 El 18 de noviembre de 2015 sucedió un tornado en Sampacho, Córdoba, (a 45 km de la ciudad de Río Cuarto) y varias granizadas en la provincia de Santa Fe.
 El 19 de noviembre de 2015, la ciudad de Marechal Cândido Rondon, en el estado de Paraná, Brasil, fue arremetida por un tornado EF2 de vórtices múltiples que, tras su paso por la localidad, dejaría como saldo 20 heridos y daños materiales por 93 millones de reales (152 millones de reales ajustados a la inflación en 2025), aunque afortunadamente no hubo que lamentar muertes.
Aunque inicialmente fue clasificado como EF1 por el SIMEPAR (Sistema de Tecnología y Supervisión Ambiental de Paraná), estudios posteriores lo elevaron a EF2 en la escala fujita mejorada, lo que indica vientos superiores a los 180 km/h. El tornado surgió como parte de un brote de tornados que azotó el sur de Brasil y Paraguay ese mismo día originado por un sistema convectivo de mesoescala.
 El viernes 15 de abril de 2016, sucedió un tornado de categoría F3 (o probable F4) en Dolores (Uruguay), en el departamento de Soriano, con un saldo de cinco fallecidos y doce desaparecidos. Se informó tras el suceso la existencia de 200 heridos, además de daños catastróficos a viviendas, vehículos, arbolado, etc. Fue el segundo tornado más devastador de la historia uruguaya. Un tornado categoría F3 ó F4 en la escala Fujita-mejorada, con vientos que probablemente superaron los 300 km/h fue el que afectó a la localidad de Dolores.
 El 8 de noviembre de 2017 una serie de tornados afectaron el sur de la provincia de Buenos Aires, Argentina. Uno de ellos, probablemente EF3, azotó la ciudad de Lobería destrozando gran parte del casco urbano y zonas rurales. No se registraron víctimas, sin embargo varias casas fueron destruidas en diferentes puntos de la zona.
El fenómeno fue fotografiado por los locales desde distintos puntos.
 El viernes 6 de abril de 2018 se registra una tromba marina débil (F0) frente a las costas de Montevideo .
 El lunes 12 de noviembre de 2018 se registra un tornado el pueblo de El Timbo, provincia de Santa Fe. No se han registrado daños materiales.
 El 20 de diciembre de 2018 se registró un posible tornado en Trenque Lauquen, Buenos Aires.
 El 6 de enero de 2019 se registró un posible tornado en Santa Fe.
 El 15 de enero de 2019 se registró un tornado en una zona rural del Departamento de Tacuarembó.
 El 1 de febrero de 2019  se registró un posible tornado en Punta Indio, provincia de Buenos Aires.
 El lunes 4 de febrero se registra un tornado en Marangatú que no dejó daños y tuvo una duración de 15-20 minutos.
 El 7 de marzo de 2019 se registró una tromba marina frente a la costa de Montevideo dejando ráfagas de 110 km/h en la ciudad uruguaya.
 El jueves 4 de abril de 2019 se registró una tromba marina en Mar del Tuyú.
 El 4 de abril de 2019 se registró un tornado posiblemente F0 a las afueras de la ciudad de Florencio Sánchez, Colonia aparte de nubes embudo también registrados en la misma tormenta.
 En la tarde del 18 de noviembre de 2019 se registró un vistoso tornado en la provincia de Catamarca. No se registraron daños ya que se produjo en un área completamente deshabitada.
 El miércoles 29 de enero de 2020 se registró un tornado posiblemente entre F1 y F2 en la ciudad de Posadas, Misiones que dejó daños materiales.
 El viernes 7 de febrero de 2020 se registró un tornado no supercelular en las cercanías de Victoria, Entre Ríos. No hubo daños de importancia.
 El domingo 16 de febrero de 2020 se registraron 2 tornados en la provincia de Córdoba. Uno en las cercanías de Pozo del Molle y Las Varillas. El segundo en Morteros. No se registraron daños materiales. 
 El miércoles 10 de junio de 2020 se registraron al menos 2 tornados en el oeste del estado de Santa Catarina, uno de ellos EF2 que afectó a varios poblados.
 El miércoles 6 de enero de 2021 se registró una tromba marina supercelular en la ciudad balnearia de Pinamar. Además de varios vórtices tornádicos que causaron gran daño en la ciudad.
 El jueves primero de abril de 2021 se desarrolló un increíble tornado en la zona de El Sosneado, Mendoza. El mismo se produjo debajo de una supercelda LP (Low Precipitation) dejando postales impactantes. No produjo daños materiales. 
 El miércoles 17 de agosto de 2022 se registró un tornado en el poblado de San Joaquín, departamento de Caaguazú que fue de categoría F1.
Causó destrozos de viviendas e hirió a al menos 5 personas.
 El 17 de febrero de 2023, una tromba marina ingresó a Piriápolis, Maldonado (pasando a ser tornado de categoría EF0), causando caída de árboles, voladura de techos y tendido eléctrico.
 El 28 de octubre de 2023 un violento tornado EF3 afectó varias localidades de Paraguay y arrasó con varias viviendas en las comunidades de Río Negro Llanes, Ensenada, Potrero y Santa Lucía de Mbocayaty del Yhaguy, Cordillera, dejando varios heridos y daños materiales.
 El jueves 2 de noviembre de 2023, un tornado EF1 se cobró la vida de una niña en San Estanislao, Departamento de San Pedro, según reportes preliminares. Asimismo, dejó unas 25 casas afectadas y varios heridos.
 El martes 9 de enero de 2024 se registró un tornado en la localidad de Ticino, Córdoba. El tornado se originó en zona rural por lo que no hubo daños significativos ni heridos.
 Uruguay El sábado 2 de marzo de 2024, al rededor de las 20:50 horas, la ciudad de Salto fue afectada por un tornado.
El tornado se originó en la zona de la costanera norte, comenzando su trayectoria entre el Club Remeros y el Salto Rowing Club . En esta área, se observaron daños muy significativos en árboles, carteles, con signos de rotación y caída de columnas y cables. Un contenedor fue desplazado. Se destaca que en árboles de la zona algunos quedaran sin ramas y sin cáscara. Los daños más significativos se concentraron en el Liceo N.º 2 y un minimarket, parte del techo del negocio fue hallado a unas 5 cuadras del mismo. El fenómeno culminó en la zona de barrio Los Laureles.
Los testimonios de los testigos oculares, junto con la evidencia del sendero típico de un tornado y los daños característicos observados en los objetos afectados, sugieren que el tornado podría ser clasificado como un EF-1.
Informe de Estación BCP Salto.
 El martes 19 de marzo del 2024 una supercelda de larga trayectoria produjo un tornado en Olascoaga, partido de Bragado, Buenos Aires. Provocó severos daños en silos, vehículos agrícolas, plantas y galpones situados en el área.
 Tornado EF0-EF1 en la zona de "El Limón", Río Negro. Logró confirmarse tras un estudio de campo de más de 2 horas en la zona, testigos del evento que reportaron levantamiento de objetos y el giro de una camioneta de 1600kg. El pequeño tornado destrozó un monte.[cita requerida]
 El jueves 6 de diciembre de 2024 varias superceldas afectaron al sur de Córdoba, una de ellas produciendo una huella de daños compatibles a los de un tornado en cercanías de Wenceslao Escalante. Entre los reportes que acusan daños tornádicos se encuentra el de una plataforma de cosechadora de aproximadamente 3 toneladas que fue lanzada a 300 metros desde el galpón en la que se encontraba. También arrojó maquinaria pesada de hacienda, tolvas, silos y líneas de media tensión.
 El 7 de diciembre de 2024 un tornado EFU ocurrió en la zona rural de Artigas, Uruguay, sin daños ni afectaciones, el video confirma que fue un tornado procedente de una línea de tormentas en la zona. 
 El miércoles 11 de diciembre del 2024 un tornado fue filmado y fotografiado por transeúntes en cercanías de Luis Beltrán, Río Negro. No se reportaron daños en infraestructura.
 El viernes 20 de diciembre del 2024 se registró un tornado al suroeste de Balcarce, provincia de Buenos Aires. En uno de los videos compartidos en redes sociales se podía ver una enorme nube pared rotando muy cerca del suelo como un tornado de cuña. 
 En la tarde del martes 31 de diciembre del 2024 se registró un tornado al oeste de Claromecó, provincia de Buenos Aires. No hubo reportes de daños ya que ocurrió sobre médanos cercanos al mar. 
 En la noche del 31 de diciembre del 2024 una supercelda produjo severos daños compatibles a los de un tornado en cercanías de Oncativo, provincia de Córdoba. Tomas aéreas con un dron mostraron una estrecha franja de daños en infraestructura y arbolado. Las imágenes fueron compartidas en el programa semanal "Fenómenos" del canal Todo Noticias. 
 El primero de enero del 2025 una misma supercelda produjo varios tornados al norte Mar del Plata. Uno afectó viviendas y galpones en Mar Chiquita con intensidad EF0.
Se desconoce el número exacto de tornados, aunque varios de ellos ocurrieron en simultáneo bajo el mismo mesociclón como una familia de tornados, aunque algunos meteorólogos sugieren que se puede haber tratado de un tornado de vórtices múltiples. Los videos fueron grabados por automovilistas desde la Ruta provincial 2, cerca de Vivoratá
 En la tarde del domingo 23 de febrero del 2025 fue filmado un tornado en cercanías de Villa Sauze, noroeste de la provincia de Buenos Aires, límite con La Pampa. No se reportaron daños materiales ya que ocurrió sobre el campo.
 En la tarde del 3 de marzo de 2025 se produjo un tornado en el sur de Tacuarembó, Uruguay, más precisamente en la localidad de Clara. No se tuvo que lamentar heridos ni daños materiales ya que ocurrió en una zona descampada, salvo la muerte de animales.
Su intensidad PRELIMINAR es de un tornado EF2 calificado así por quienes hicieron el estudio de campo (Néstor Santayana, Fernando Torena, Matias Mederos y Sebastián Martinez).[cita requerida]
 Entre la tarde y noche del 8 de mayo de 2025, un equipo de meteorólogos cazadores de tormentas pertenecientes al PREVOTS capturaron imágenes de al menos dos tornados que azotaron en una zona descampada en la región de Bossoroca en Rio Grande del Sur, no se han reportado daños ni heridos.